# Ensemble Rathausstraße Gunzenhausen

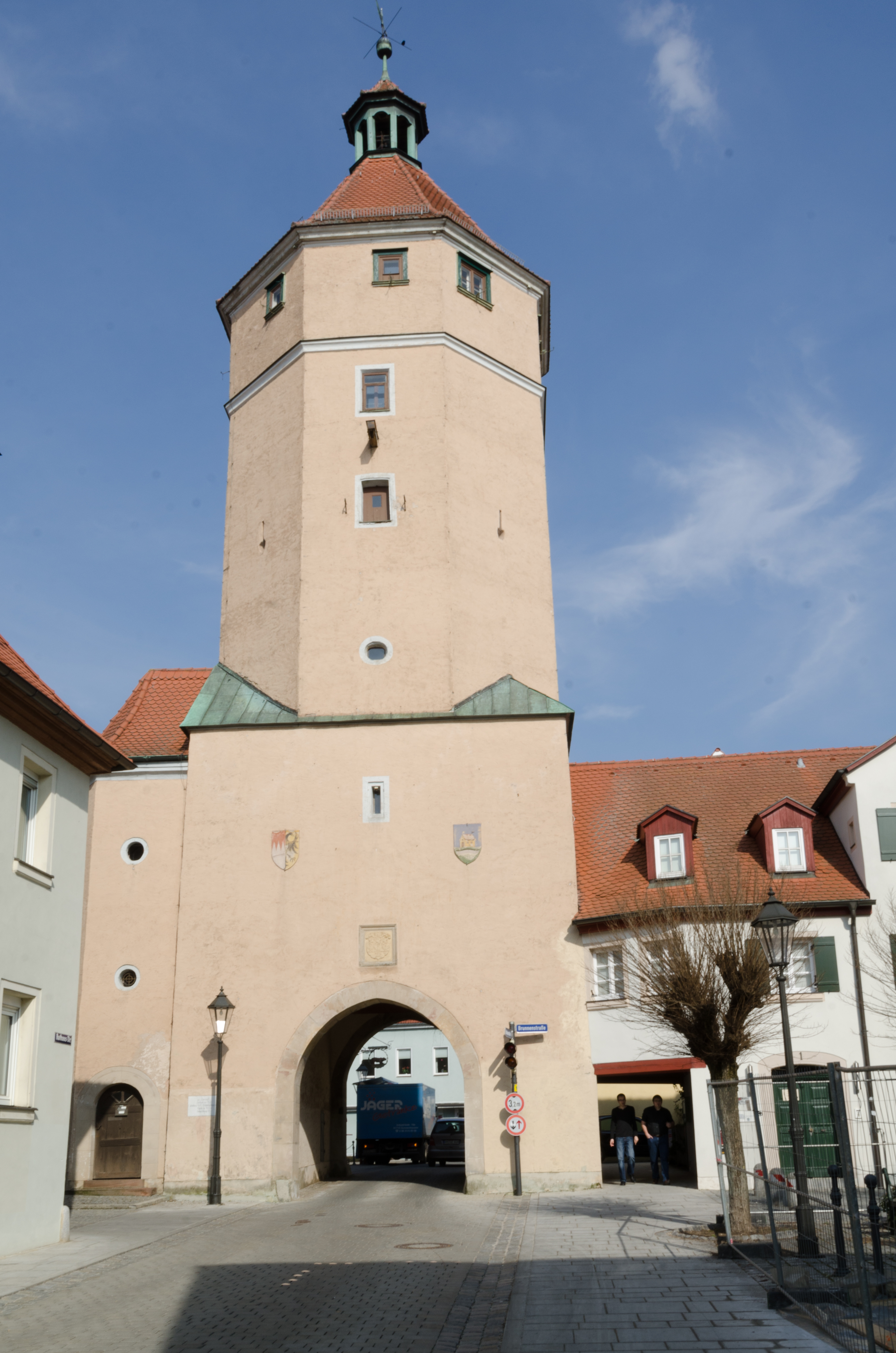
Ansbacher Tor in Gunzenhausen

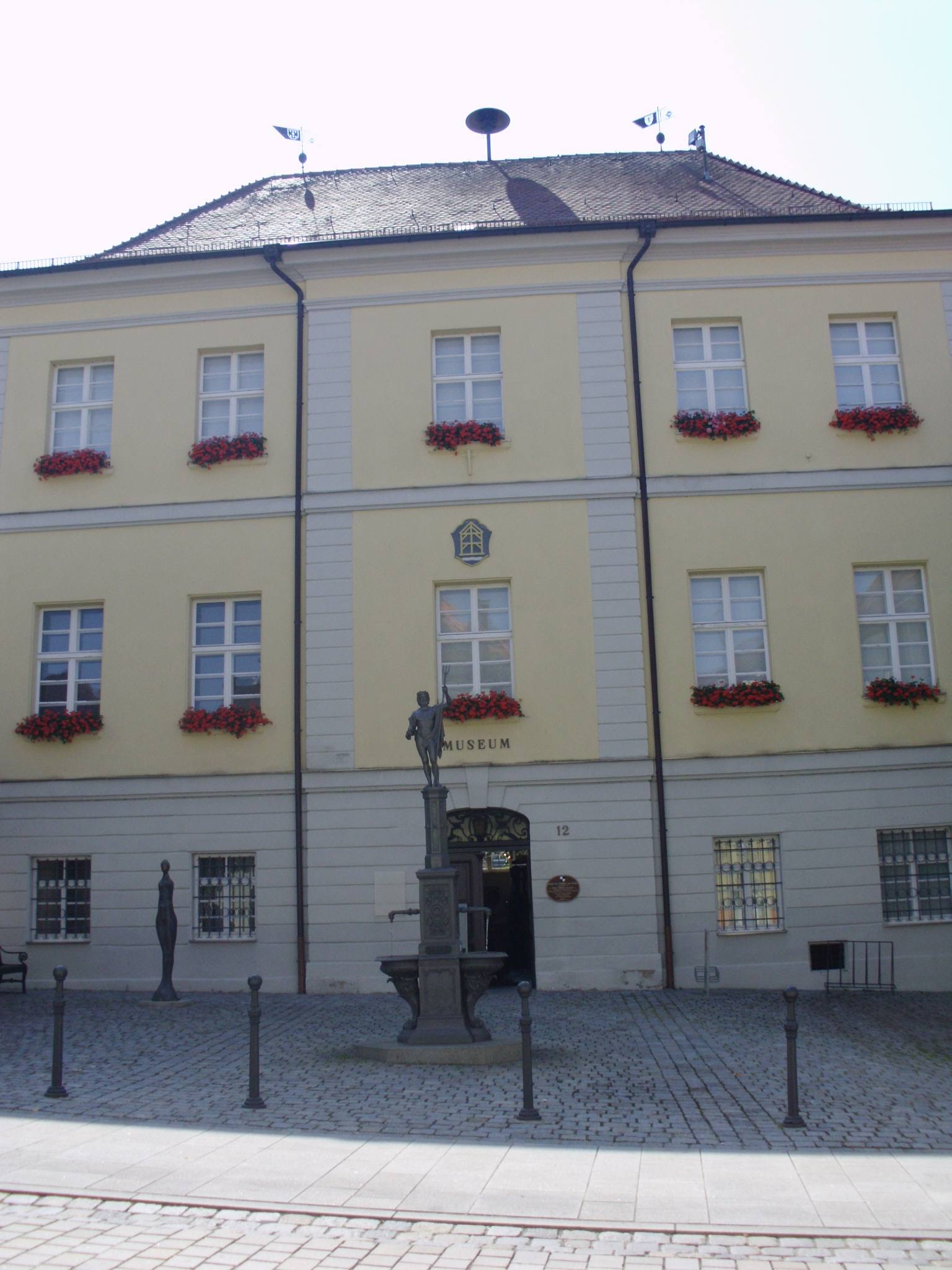
Palais Zocha (ehemaliges Rathaus)

Das Ensemble Rathausstraße in Gunzenhausen, einer Stadt im  mittelfränkischen Landkreis Weißenburg-Gunzenhausen in Bayern, ist ein Bauensemble, das unter Denkmalschutz steht.

## Beschreibung
Die Rathausstraße ist eine kurze, vom Marktplatz zum Ansbacher Tor (Blasturm) ansteigende Straße, die vom Ansbacher Tor beherrscht und im Osten abgeschlossen wird. Im Westen, an der Ecke zum Markt, bestimmt der rückwärtige Hügel des ehemaligen Amtshofes den Straßeneingang. 
Die geschlossene Bebauung besteht aus Giebelhäusern des 17. bis 19. Jahrhunderts. Das ehemalige Rathaus, das 1706 als Palais Zocha gebaut wurde, tritt aus der Flucht der Südseite zurück. Hier wurde der gusseiserne Neptunbrunnen von 1876 wieder aufgestellt.

## Einzeldenkmäler
Siehe: Liste der Baudenkmäler in Gunzenhausen